# Jackpot (TV-program)
Jackpot var ett TV-program som sändes dagtid på vardagar i TV4, 2006-2008. Efter en tids uppehåll för frågesporten "Stegvis" kom programmet tillbaks men då flyttades sändningarna till TV400, TV4 Sport och TV4 Plus. Tittarna kunde ringa ett betaltelefonnummer för att delta och ha chansen att vinna pengar. För att vinna skulle man svara rätt på ett av ett antal förbestämda ord.
Programmet ersatte Pussel när det lades ner under 2006.